# Assane Kouyaté
Pour les articles homonymes, voir Kouyaté.
Assane Kouyaté est un réalisateur et acteur malien, né en 1954 et mort le 13 avril 2021 à Bamako (Mali).

## Biographie
Assane Kouyaté est né à Bamako en 1954. Il obtient en 1976 un DESS de lettre moderne à l'École Normale Supérieure de Bamako puis étudie à l'institut de cinéma et de télévision de Moscou où il obtient en 1989 d'un Diplôme d'Études Approfondies de Cinéma.
En 2002, il sort son premier long-métrage « Kabala » qui raconte l’histoire d’un village du Mandé, confronté au tarissement du puits, où se confronte modernité et tradition. Ce film obtiendra le prix du meilleur scénario et le prix spécial du jury au Festival panafricain du cinéma et de la télévision de Ouagadougou. En 2007, Assane Kouyaté joue dans le film Min Yé ("Dis moi qui tu es") de Souleymane Cissé. En 1996 , Assane Kouyaté et Moussa BA sortent le film Bolofa buguri, la poignée poussière. En 1998, Assane Kouyaté sort Kita Pays de l’Or Blanc, aussi il intervient a sur ce tournage en tant que réalisateur,.
En 1988, il travaille avec le réalisateur russe Serguéi Salaviov comme deuxième assistant sur le film « Le Pigeon ». Il collabore avec différents réalisateurs comme le réalisateur argentin Pablo César sur le film « Aphrodite » en 1998.

## Filmographie
- 1980 : L’Institut Marchoux (court-métrage)
- 1981 : Le Parfum et la Calebasse (court-métrage)
- 1989 : Thérèse et Patrick (moyen-métrage)
- 1992 : Témoignages Démocratiques
- 1993 : Une Place Pour Lala à l'École (moyen-métrage)
- 1997 : Regards Croisés (moyen-métrage)
- 1998 : Kita Pays de l'Or Blanc (court-métrage)
- 2002 : Kabala (long-métrage)
- 2022 : Cheytan (long-métrage)[7]